# Friends with Better Lives
Friends with Better Lives ist eine US-amerikanische Sitcom, die von März bis Mai 2014 auf CBS ausgestrahlt wurde. Bereits nach fünf ausgestrahlten Episoden gab der Sender ihre Absetzung bekannt. Die deutschsprachige Erstausstrahlung fand vom 2. bis 30. Dezember 2014 auf ProSieben statt.

## Handlung
Die Serie folgt dem Leben von sechs Freunden, die sich alle in unterschiedlichen Phasen ihres Lebens befinden und denken, dass jeder der anderen es besser hätte. Will ist erst seit kurzem von seiner Ehefrau getrennt, möchte dies jedoch nicht richtig wahr haben. Jules und Lowell haben sich erst kürzlich verlobt, wohingegen Kate, erfolgreiche Karrierefrau, kein Glück bei der Auswahl ihrer Dates hat. Komplettiert wird die Runde durch Andi und Bobby, ein scheinbar glücklich verheiratetes Paar, das sich jedoch nach den alten Zeiten sehnt.

## Episodenliste
| Nr. | Deutscher Titel       | Originaltitel         | Erstausstrahlung USA | Deutschsprachige Erstausstrahlung (D) | Regie           | Drehbuch                            | Zuschauer (USA) |
| --- | --------------------- | --------------------- | -------------------- | ------------------------------------- | --------------- | ----------------------------------- | --------------- |
| 1   | Zwölf Stunden Sex     | Pilot                 | 31. März 2014        | 2. Dez. 2014                          | James Burrows   | Dana Klein                          | 7,63 Mio.       |
| 2   | Fast noch Jungfrau    | Window Pain           | 14. Apr. 2014        | 3. Dez. 2014                          | Todd Hodland    | Adam Chase                          | 5,69 Mio.       |
| 3   | Annika und die Knoten | Game Sext Match       | 21. Apr. 2014        | 3. Dez. 2014                          | Fred Savage     | Justin Nowell                       | 5,41 Mio.       |
| 4   | Handy Randy           | Pros and Cons         | 28. Apr. 2014        | 9. Dez. 2014                          | Fred Savage     | Kate VanDevender                    | 6,11 Mio.       |
| 5   | Der Supermodel-Doc    | The Bicycle Thieves   | 5. Mai 2014          | 9. Dez. 2014                          | Fred Savage     | Michael Markowitz                   | 4,92 Mio.       |
| 6   | Das Sex-Tape          | Yummy Mummy           | 12. Mai 2014         | 23. Dez. 2014                         | Victor Gonzalez | Nastaran Dibai                      | 4,81 Mio.       |
| 7   | Der Puppenspieler     | Cyrano de Trainer-Zac | 19. Mai 2014         | 23. Dez. 2014                         | Fred Savage     | Michael Markowitz                   | 5,13 Mio.       |
| 8   | Sex mit der Rentnerin | Something New         | 26. Mai 2014         | 30. Dez. 2014                         | Phill Lewis     | Michael Markowitz und Justin Nowell | 5,31 Mio.       |
| 9   | Die Macht des Nein    | Surprises             | —                    | 2. Dez. 2014                          | Todd Holland    | —                                   | —               |
| 10  | Das verrückte Dreieck | Deceivers             | —                    | 23. Dez. 2014                         | Todd Holland    | —                                   | —               |
| 11  | Nie nach Queens!      | No More Mr. Nice Guy  | —                    | 23. Dez. 2014                         | Phill Lewis     | —                                   | —               |
| 12  | Der Scheck ist weg    | The Lost and Hound    | —                    | 30. Dez. 2014                         | Phill Lewis     | —                                   | —               |
| 13  | Wo ein Will ist …     | Imposters             | —                    | 30. Dez. 2014                         | Rob Schiller    | —                                   | —               |

## Kritik
Friends with Better Lives erhielt ein schlechtes Presseecho, was sich auch in den Auswertungen US-amerikanischer Aggregatoren widerspiegelt. So erfasst Rotten Tomatoes größtenteils kritische Besprechungen und ordnet die Serie dementsprechend als „Gammelig“ ein. Laut Metacritic fallen die Bewertungen im Mittel „Gemischt oder Durchschnittlich“ aus.